# SN 2002J
SN 2002J – supernowa typu Ic odkryta 21 stycznia 2002 roku w galaktyce NGC 3464. W momencie odkrycia miała maksymalną jasność 16,80m.